# Volo Vladivostok Air 352
Il volo Vladivostok Air 352 era un volo passeggeri di linea nazionale da Ekaterinburg a Vladivostok con scalo a Irkutsk, in Russia. Il 4 luglio 2001, un Tupolev Tu-154M operante su tale tratta precipitò durante l'avvicinamento all'aeroporto di Irkutsk. Un totale di 136 passeggeri e 9 membri dell'equipaggio morirono nell'incidente, rendendolo il terzo con più vittime sul territorio russo ad oggi, dopo il volo Aeroflot 3352 e il volo Aeroflot 217.

## L'aereo
Il velivolo coinvolto nell'incidente era un Tupolev Tu-154M di fabbricazione russa con marche RA-85845, alimentato da 3 motori turboventola Soloviev D-30KU-154-II. Volò per la prima volta nel 1986; nel periodo compreso tra ottobre 2000 all'aprile 2001 il velivolo rimase fermo per manutenzione nell'aeroporto internazionale di Vnukovo. Successivamente venne trasferito presso l'aeroporto di Vladivostok per rientrare in servizio. Con all'attivo 390 ore di volo sotto la compagnia Vladivostok Air, al momento dell'incidente aveva accumulato 20 953 ore di volo in 11 387 cicli di decollo-atterraggio.

## Equipaggio e passeggeri
Il volo trasportava 145 persone, composti da 136 passeggeri e 9 membri dell'equipaggio. La maggior parte dei passeggeri erano russi. Il comandante del volo venne identificato come il capitano Valentin Stepanovich Goncharuk, di 51 anni; il secondo in comando era il primo ufficiale Sergei Alexandrovich Didenko. Nella cabina di pilotaggio erano presenti anche un ufficiale di rotta e un ingegnere di volo, identificati rispettivamente come Nikolai Nikolaevich Sakrytin e Yuri Alexandrovich Stepanov.

## L'incidente
Il volo decollò dall'aeroporto di Ekaterinburg Koltsovo alle 19:47 ora locale e si portò a 5.000 metri (16.000 piedi); successivamente salì alla quota di crociera prevista di 10.000 metri (33.000 piedi). In queste fasi iniziali non vennero riscontrati problemi e le condizioni meteorologiche erano buone senza indicare alcun cambiamento significativo. Si stimò che il volo per Irkutsk durasse circa 3 ore e 40 minuti e l'arrivo a Vladivostok era previsto per le 09:50 ora locale.
Alle 01:50 l'equipaggio iniziò la discesa verso Irkutsk. Durante questa fase, venne condotto un briefing di volo nel quale fu stabilito che il primo ufficiale Didenko sarebbe stato ai comandi del velivolo. Diversi minuti dopo, l'equipaggio si mise in contatto con il controllore a Irkutsk per comunicare l'attuale posizione del volo 352; il controllore autorizzò l'aereo a scendere a 2.700 metri (8.900 piedi) e poi a 2.100 metri (6.900 piedi). Raggiunta questa quota, alle 02:05 ora locale, il capitano Goncharuk riferì di aver stabilito un contatto visivo con la pista. L'aereo viaggiava a una velocità di 540 km/h (290 nodi), al di sopra dei 400 km/h, velocità consentita per l'estensione del carrello di atterraggio; l'equipaggio portò l'aereo a 900 metri (3.000 piedi) con una velocità di 420 chilometri orari (230 nodi); successivamente, il capitano Goncharuk chiese all'equipaggio di diminuire la velocità. In quel momento il volo incontrò un banco di nuvole che ostruì la visuale dell'orizzonte ai piloti.
L'equipaggio stava per iniziare l'ultima virata per portarsi in linea sulla pista. L'aereo virò a sinistra con un'inclinazione di 20 - 23 gradi e l'ufficiale di rotta estese il carrello di atterraggio, lasciando invariata la configurazione di flap e slat. La velocità diminuì a 365 km/h (197 nodi), circa 5 km/h (2,7 nodi) inferiore alla velocità minima prevista per quella fase di volo. Il capitano Goncharuk notò il calo e decise di aumentare leggermente la potenza dei motori, ma fu appena sufficiente per mantenere l'aereo alla quota di 850 metri (2.790 piedi) e ad una velocità di 355 - 360 km/h (192 - 194 nodi).
Mentre proseguivano con la virata, l'angolo di attacco aumentò improvvisamente fino a raggiungere il valore di 16,5 gradi. A quel punto in cabina suonò un allarme e il primo ufficiale Didenko cercò quindi di correggere l'assetto di volo puntando l'aereo verso il basso e continuando a inclinarlo verso sinistra. Questi input provocarono la disconnessione dell'autopilota e l'aumento dell'angolo di inclinazione, che raggiunse il valore di 48 gradi a sinistra. Il capitano Goncharuk se ne accorse e assunse il comando del velivolo per tentare di correggere l'assetto. L'aereo, come conseguenza delle azioni del capitano sulla barra di comando, virò in modo repentino verso destra; il capitano a quel punto agì sui comandi per livellare il velivolo, ma riportò nuovamente l'assetto ad un'inclinazione di 45 gradi verso sinistra.
A quel punto gli strumenti di bordo indicarono un aumento della velocità di discesa verticale (20 m/sec) e Il primo ufficiale Didenko tirò a se la barra di comando, inclinando pericolosamente il muso dell'aereo all'insù. L'aereo entrò in stallo aerodinamico; la vicinanza al suolo non consentì all'equipaggio di recuperare il velivolo, che finì per impattare al suolo, provocando la morte di tutte le 145 persone a bordo.

## Le indagini
Giunti sul luogo del disastro, gli investigatori recuperarono entrambi i registratori di volo che vennero portati a Mosca per la decrittazione. Dai primi rilievi gli investigatori poterono ipotizzare che l'aereo si trovava in stallo e che era precipitato mentre stava ruotando su un asse. Il relitto era concentrato e la diffusione dei detriti era limitata.
Il 6 luglio i risultati delle analisi sui registratori di volo fecero dedurre che la causa più probabile dell'incidente fosse da ricondurre all'errore umano. In particolare, venne constatato che non si verificò alcun guasto o emergenza durante il volo. Durante indagini più approfondite, gli inquirenti scoprirono che l'equipaggio era affaticato da turni di lavoro eccessivi. Venne constatato come molti degli equipaggi della compagnia aerea a malapena riposavano adeguatamente prima dei voli a lunga distanza e non era raro che i piloti sforassero le ore di volo consecutive. La commissione affermò che tutti questi fattori avevano contribuito alle condizioni psicologiche e fisiche dell'equipaggio.
Il rapporto finale venne pubblicato dalla commissione d'inchiesta il 13 dicembre 2001 e stabilì che l'equipaggio non riuscì a mantenere l'altitudine che aveva inserito nel pilota automatico. La bassa velocità, al di sotto dei valori consigliati, fece attivare una modalità dell'autopilota che modificò la posizione dello stabilizzatore, nel tentativo di riprendere la quota impostata; questo causò l'aumento dell'angolo di attacco e di inclinazione laterale, che fece attivare l'avviso di stallo.
I piloti, affaticati, commisero una serie di errori sui comandi. Il primo ufficiale Didenko inclinò ripetutamente l'aereo a sinistra, provocando lo scollegamento del pilota automatico. Nell'intervenire, il capitano fece una serie di azioni sui comandi che misero l'aereo ulteriormente in pericolo. Dato che l'aereo si trovava avvolto da un banco di nuvole fu ritenuto plausibile che questo potesse aver portato l'equipaggio ad un disorientamento spaziale. A causa della loro configurazione, le ali persero portanza, entrando in stallo. L'altitudine di 850 metri (2.790 piedi) dal suolo rese impossibile il recupero del velivolo.